# 若生俊彦
若生 俊彦（わこう としひこ、1957年5月19日 - ）は、日本の総務官僚。元総務審議官。宮城県出身。

## 来歴
宮城県仙台第一高等学校を経て、1981年に早稲田大学政治経済学部を卒業し旧行政管理庁入庁。
内閣官房内閣審議官(内閣官房副長官補付)、総務省大臣官房審議官(行政管理局担当)、総務省行政管理局長、内閣官房内閣人事局人事政策統括官等を経て、2017年7月に総務省総務審議官(行政制度担当)。
2019年7月に退官。

## 略歴
- 1981年4月 行政管理庁採用、国家上級甲種（行政）
- 1988年4月 総務庁行政管理局企画調整課課長補佐､（併）内閣官房内閣内政審議室（～1990年4月）
- （命）国鉄清算事業団職員雇用対策本部事務局局員（～1990年4月）
- 1991年7月 大蔵省主計局調査課課長補佐
- 1993年7月 総務庁行政管理局副管理官
- 1994年7月 総務庁行政監察局副監察官､（併）総理府行政改革委員会事務局参事官補佐（～7年7月）
- 1995年7月 文部省初等中等教育局幼稚園課幼児教育企画官
- 1997年7月 総務庁行政管理局行政情報システム企画課国際企画官
- 1998年7月 総務庁行政監察局監察官
- 2001年1月 総務省行政管理局管理官
- 2003年8月 総務省行政評価局評価監視官
- 2005年8月 総務省大臣官房参事官（総務課担当）
- 2006年7月 総務省行政評価局総務課長
- 2008年7月 総務省大臣官房会計課長
- 2009年7月 内閣官房内閣審議官（内閣官房副長官補付）､（命）内閣官房行政改革推進室次長（～24年9月）
- 2012年9月 総務省大臣官房審議官（行政管理局担当）
- 2013年6月 総務省行政管理局長
- 2014年5月 内閣官房内閣人事局人事政策統括官
- 2017年7月 総務審議官（行政制度担当）[3]
- 2019年11月 富士通シニアアドバイザー[4]
- 2021年7月 公害等調整委員会委員